# ИФК Норшьопинг
Вижте пояснителната страница за други значения на ИФК Норшьопинг.
Идротсфьоренинген Камратерна Норшьопинг (на шведски: Idrottsföreningen Kamraterna Norrköping) или просто ИФК Норшьопинг е шведски футболен отбор от едноименния град Норшьопинг. Състезава се във първото  ниво на шведския футбол групата Суперетан.

## Успехи
- Шампион на Швеция (12): 1942 – 43, 1944 – 45, 1945 – 46, 1946 – 47, 1947 – 48, 1951 – 52, 1955 – 56, 1956 – 57, 1960, 1962, 1963, 1989, 2015 г.
- Купа на Швеция  (6): 1943, 1945, 1968 – 69, 1987 – 88, 1990 – 91, 1993 – 94 г.

### Национални
- Алсвенскан: (1 ниво)
  -  Шампион (13):: 1942/43, 1944/45, 1945/46, 1946/47, 1947/48, 1951/52, 1955/56, 1956/57, 1960, 1962, 1963, 1989, 2015
  -  Второ място (10): 1952/53, 1957/58, 1959, 1961, 1966, 1987, 1989, 1990, 1992, 1993, 2018
  -  Трето място (5): 1941/42, 1968, 1971, 1981, 2016
- Купа на Швеция:
  -  Носител (6): 1943, 1945, 1969, 1987/88, 1990/91, 1993/94
  -  Финалист (5): 1944, 1953, 1967, 1971/72, 2016/17
- Суперкупа на Швеция:
  -  Носител (2): 2015
- Kamratmästerskapen:
  -  Носител (2): 1904, 1911
  -  Финалист (2): 1910, 1940
- Суперетан: (2 ниво)
  -  Шампион (1):: 2007

## Международни
- Купа Карл Рапан:
  -  Носител (3): 1969, 1972, 1993
  -  Финалист (1): 1965/66

Участвал е в турнирите за Шампионската лига и купата на УЕФА.